# Lista de presidentes do Turquemenistão

Bandeira presidencial.

Esta é a lista de líderes do Turcomenistão desde a proclamação da República Socialista Soviética do Turquemenistão, em 1925, até os dias atuais.

## Líderes do Turcomenistão (1925–1991)

### República Socialista Soviética do Turcomenistão (1925–1991)

#### Primeiro Secretário do Partido Comunista do Turcomenistão
- Ivan Mezhlauk (13 de maio de 1925 – 1926)
- Shaymardan Ibragimov (1926 – 1927)
- Nikolay Paskutsky (1927 – 1928)
- Grigory Aronshtam (11 de maio de 1928 – agosto de 1930)
- Yakov Popok (agosto de 1930 – 15 de abril de 1937)
- Anna Mukhamedov (15 de abril – outubro de 1937)
- Yakov Chubin (outubro de 1937 – novembro de 1939)
- Mikhail Fonin (novembro de 1939 – março de 1947)
- Shadzha Batyrov (março de 1947 – julho de 1951)
- Sukhan Babayev (julho de 1951 – 14 de dezembro de 1958)
- Dzhuma Durdy Karayev (14 de dezembro de 1958 – 4 de maio de 1960)
- Balysh Ovezov (13 de junho de 1960 – 24 de dezembro de 1969)
- Muhammetnazar Gapurow (24 de dezembro de 1969 – 21 de dezembro de 1985)
- Saparmyrat Nyýazow (21 de dezembro de 1985 – 16 de dezembro de 1991)

## Presidentes do Turcomenistão (1990–atualidade)
| Nº | Presidente                 | Retrato                    | Mandato                                        | Vice-presidente(s)               | Partido             | Partido             | Eleição | Notas      |
| -- | -------------------------- | -------------------------- | ---------------------------------------------- | -------------------------------- | ------------------- | ------------------- | ------- | ---------- |
| 1  | Saparmyrat Nyýazow         |                            | 2 de novembro de 1990 – 21 de dezembro de 2006 | nenhum                           |                     | Partido Comunista   | 1990    | [ nota 1 ] |
| 1  | Saparmyrat Nyýazow         | Atta Charyyev              | 2 de novembro de 1990 – 21 de dezembro de 2006 |                                  | Partido Democrático | 1992                |         | [ nota 1 ] |
| 1  | Saparmyrat Nyýazow         | Orazgeldi Aydogdyev        | 2 de novembro de 1990 – 21 de dezembro de 2006 |                                  | Partido Democrático | 1992                |         | [ nota 1 ] |
| 1  | Saparmyrat Nyýazow         | Gurbanguly Berdimuhammedow | 2 de novembro de 1990 – 21 de dezembro de 2006 |                                  | Partido Democrático | 1992                |         | [ nota 1 ] |
| 2  | Gurbanguly Berdimuhammedow |                            | 21 de dezembro de 2006 – 19 de março de 2022   | nenhum                           |                     | Partido Democrático | -       | [ nota 2 ] |
| 2  | Gurbanguly Berdimuhammedow | Raşit Meredow              | 21 de dezembro de 2006 – 19 de março de 2022   | 2007                             |                     | Partido Democrático |         | [ nota 2 ] |
| 2  | Gurbanguly Berdimuhammedow | Raşit Meredow              | 21 de dezembro de 2006 – 19 de março de 2022   | 2012                             |                     | Partido Democrático |         | [ nota 2 ] |
| 2  | Gurbanguly Berdimuhammedow | Raşit Meredow              | 21 de dezembro de 2006 – 19 de março de 2022   |                                  | sem partido         | 2017                |         | [ nota 2 ] |
| 3  | Serdar Berdimuhammedow     | Raşit Meredow              |                                                | 19 de março de 2022 – atualidade |                     | Partido Democrático | 2022    |            |